# 威爾斯觀光
威爾斯旅游是一個新興的旅遊目的地产品。2002年，有807万8900名遊客到訪威爾斯。威爾斯的旅遊業產值達到35億英鎊。2005年，旅遊業為威爾斯提供了超過10萬個就業崗位，佔威爾斯就業人口的超過8%。威爾斯主要的外國遊客來自爱尔兰、美國和德國，但大多數遊客還是英國國內遊客為主。威国首都加帝夫是威爾斯最受歡迎的旅遊目的地。